# Transgaz
A Transgaz román részben állami cég, az ország földgázvezeték rendszerének működtetője. 2006-ban 15,85 milliárd köbméter földgázt szállított.
Teljes szállítókapacitása 30 milliárd köbméter, csővezeték-hálózata 13 ezer km.
A tervezett Nabucco vezeték projektcégének egyik résztvevője.

## Kapcsolódása más országokhoz
- Magyarország a tervezett Szeged–Arad vezetéken (amelyet 2010-re építenek meg).
- Ukrajna, a Csernyivci–Siret vezetéken.
- Bulgária a Negru Voda vezetéken

## Bevezetése aBukaresti Értéktőzsdére
2007. november 26-án a Transgaz részvényeket bocsátott ki a bukaresti tőzsdén, azt tervezve, hogy az IPO US$84 milliót kereshet a számára. Végül 2,52 milliárd dollárért adtak el részvényt és ez a tőzsde messze legnagyobb részvénykibocsátása lett.

## Külső hivatkozások
- A Transgaz vállalat honlapja Archiválva 2017. április 28-i dátummal a Wayback Machine-ben